# Óscar García Pérez
Óscar García Pérez   (l'Havana, 23 de desembre de 1966) és un tirador d'esgrima cubà, ja retirat, especialista en floret, guanyador de dues medalles olímpiques.
El 1992 va prendre part en els Jocs Olímpics d'Estiu de Barcelona, on va disputar dues proves del programa d'esgrima. En la prova del floret per equips va guanyar la medalla de plata, mentre en la del floret individual fou vint-i-unè. Quatre anys més tard, als Jocs d'Atlanta, tornà a disputar dues proves del programa d'esgrima. En la prova del floret per equips va guanyar la medalla de bronze, mentre en la del floret individual fou vintè. El 2000, a Sydney, disputà els seus tercers, i darrers, Jocs Olímpics. Fou setè en la prova del floret per equips i dissetè en la del floret individual.
En el seu palmarès també destaquen sis medalles en el Campionat del Món d'esgrima, dues d'or, una de plata i tres de bronze, entre les edicions de 1983 i 2001; quatre medalles d'or en els Jocs Panamericans de 1987 a 1999; tres medalles d'or en les Universíades de 1989 i 1993; i tres medalles d'or i una de plata en els Jocs Centreamericans i del Carib de 1990 a 1998.